# Crocomela inca
Crocomela inca är en fjärilsart som beskrevs av William Schaus 1892. Crocomela inca ingår i släktet Crocomela och familjen björnspinnare. Inga underarter finns listade i Catalogue of Life.